# Petites Sœurs de l'Immaculée Conception
Les Petites Sœurs de l'Immaculée Conception (en latin : Parvarum Sororum Immaculatae Conceptionis) sont une congrégation religieuse féminine enseignante et hospitalière de droit pontifical.

## Historique
En 1875, Pauline Visintainer (1865-1942) quitte son Trentin natal et s'installe au Brésil dans l'État de Santa Catarina, où ses compatriotes érigent la ville de Nova Trento. Le 12 juillet 1890, avec l'aide du père jésuite Louis Rossi, elle fonde à Vigolo près de Nova Trento, un nouvel institut religieux pour l'enseignement de la jeunesse et l'assistance aux malades.
En 1895, Mgr José de Camargo Barros, évêque de Curitiba, se rend à Vigolo dans l'intention de dissoudre la congrégation, mais positivement impressionné par le travail de Pauline, autorise les religieuses à mener une vie commune et, le 25 août 1895, approuve les constitutions religieuses développées par Rossi. 
L'institut obtient le décret de louange le 19 mai 1933 et le 27 octobre 1947, ses constitutions sont définitivement approuvées par le Saint-Siège.

## Activités et diffusion
Les Petites Sœurs de l'Immaculée se consacrent à divers œuvres éducatives et sanitaires, elles sont particulièrement actives dans les communautés autochtones d'Afrique et d'Amérique latine.
Elles sont présentes en:
- Europe : Italie.
- Amérique : Brésil, Argentine, Bolivie, Chili, Guatemala, Nicaragua, Pérou, Salvador.
- Afrique : Cameroun, Mozambique, Tchad.

La maison-mère est à São Paulo. 
En 2017, l'institut comptait 419 religieuses dans 77 maisons.